# Rüttens Bullshit Universum
Rüttens Bullshit Universum ist eine satirische Fernsehsendung von und mit Peter Rütten. In dieser werden Filme, vorzugsweise B-Filme aus den vergangenen Jahrzehnten, humorvoll neusynchronisiert.

## Geschichte und Produktion
Als Hauptautor der Harald Schmidt Show hatte Peter Rütten bereits zuvor satirische Texte verfasst. In dieser Sendung und in verschiedenen anderen Late-Night-Shows und Satireformaten hatte er zudem umfangreiche Erfahrung als Sprecher gesammelt. Auch das Konzept, Filmausschnitte mit neuen, humorvollen Texten zu synchronisieren, die der dargestellten Handlung einen völlig neuen Sinn geben, erprobte Rütten wiederholt in der Harald Schmidt Show.

## Konzept und Besonderheiten
Das Sendekonzept umfasst hauptsächlich die humorvolle Neusynchronisation von Filmen und Fernsehinterviews. Aber auch das aktuelle Zeitgeschehen aus Politik und Medien wird in Zusammenschnitten aufgegriffen und von Rütten kommentiert. Hierbei mischen sich Originalaufnahmen mit nachsynchronisierten Passagen und geben dem Gezeigten so einen humorvollen Rahmen. Als „Pete Power aka Dr. Dunsthaube“ tritt Rütten zudem selbst vor der Kamera in Erscheinung, kommentiert aktuelle Schlagzeilen und parodiert nebenbei zwanghaft um Jugendlichkeit bemühte Moderatoren. Zudem werden die Clips teilweise durch Anmoderationen von Rütten übergeleitet. Diese stellen eine Art Rahmenhandlung der Sendung dar und zeigen Rütten oft im Dialog mit Schubert, der in der Rolle des Regisseurs der Sendung auftritt.
Der Vorspann erinnert stark an Monty Python’s Flying Circus und zeigt Rütten scherenschnittartig in Szenen und Filmplakaten bekannter Filme.

## Ausstrahlung
Nach Erstausstrahlung aller dreizehn Folgen wird das Material in der Folge im Rahmen verschiedener Sendekonzepte von Tele5 wiederverwertet. Zunächst folgte die sogenannte „Ultimate Collection“, die eine Best-Of-Folge darstellte und wiederum mit einer Rahmenhandlung mit Rütten und Schubert versehen war. Darüber hinaus werden in „Rüttens Bullshit des Monats“ und „Rüttens Bullshit der Woche“ die Szenen neu arrangiert und mit einem verbindenden Kommentar von Peter Rütten versehen. Bei „Rüttens Bullshit des Tages“ wird eine der bereits ausgestrahlten Szenen täglich ohne weiteren Rahmen zur Primetime ausgestrahlt.

## Kritiken
Epd.de beklagt bei dem Format mangelnde Originalität und Einfallsreichtum und meint, Rütten unterlege „am liebsten abgehangene B-Movies mit neuen Dialogen, die viel zu ostentativ um Absurdität buhlen.“
Quotenmeter.de meint, dass das Format der Sendung, gemessen an seinem Einfallsreichtum, zu lang geraten sei, denn „eine halbe Stunde an solchen Unsinnssynchros, wie man sie schon aus der «Wochenshow» oder von Harald Schmidt kennt, wird jedoch schnell ermüdend, erst recht, weil Spaßsynchros üblicherweise erst richtig witzig sind, wenn man die Vorlage kennt und sich so die humorige Divergenz zwischen Originaltext und Neufassung erschließt. Dieser Aspekt geht bei Rüttens Billigfilmansammlung völlig verloren.“